# Michael Nicholson
Michael Nicholson OBE (* 9. Januar 1937 in Romford; † 11. Dezember 2016 auf einem Kreuzfahrtschiff im Persischen Golf) war ein britischer Journalist, Kriegsberichterstatter und Nachrichtensprecher. Für den britischen Sender ITN war er als Auslandskorrespondent tätig.

## Leben

### Jugend und Ausbildung
Michael Nicholson wurde in Romford im County Essex als Sohn eines Mitglieds des Corps of Royal Engineers geboren und verbrachte einen Teil seiner Kindheit in Westdeutschland. Anschließend absolvierte er ein Studium an der Universität in Leiceister.

### Tätigkeit als Journalist
Ab 1964 arbeitete Nicholson für ITN und berichtete in den nächsten 40 Jahren von 18 Kriegsschauplätzen: Biafra, Israel, Vietnam, Kambodscha, Kongo, Zypern, Afghanistan, Ruanda, Rhodesien/Simbabwe, Pakistan, Nordirland, Falkland-Inseln, Bosnien-Herzegowina, Kroatien, Kosovo und den beiden Golfkriegen 1991 und 2003.
Zu Beginn der türkischen Invasion in Zypern im Juli 1974 hatte sein Auto genau dann eine Panne, als die ersten türkischen Hubschrauber über seinen Kopf hinweg auf der Insel landeten. Er ging auf den ersten Helikopter zu und begrüßte die Insassen mit "Ich bin Michael Nicholson. Willkommen auf Zypern!". Sein Bericht wurde mit einem Flugzeug der Royal Air Force nach London gebracht und am nächsten Tag in den Abendnachrichten gesendet. Dies war zur damaligen Zeit eine Weltsensation.
1975 ging Nicholson nach Südvietnam und berichtete von verschiedenen Ereignissen bis hin zum Fall von Saigon. So war er auch beim Kampf um die Newport Bridge (Cầu Tân Cảng) in Saigon zugegen. Diese Brücke war das letzte Bollwerk der südvietnamesischen Truppen gegen die Nordvietnamesen, bevor diese die Hauptstadt ganz erobern konnten. Die US-Botschaft in Saigon war zu diesem Zeitpunkt von tausenden panischen Vietnamesen umringt, die versuchten, das Land mit Hilfe der amerikanischen Hubschrauber zu verlassen. Nicholson gelang es, das Botschaftsgelände am Nachmittag des 29. April zu betreten und einen Hubschrauber zur Hancook im Südchinesischen Meer zu nehmen.
Nicholson war ITNs erster Büroleiter in Südafrika und lebte von 1976 bis 1981 in Johannesburg. Er war damit der erste Fernsehkorrespondent, der während der Apartheid in Südafrika leben durfte. Sein Einsatzgebiet reichte von Kapstadt bis zur Sahara und deckte das südliche Afrika weitgehend ab. Während dieser Zeit berichtete Nicholson über die Unruhen in Soweto und den Unabhängigkeitskrieg in Simbabwe. Er war der erste ausländische Journalist, der Robert Mugabe bei seiner Entlassung aus dem Gefängnis interviewte.
1978 war er zusammen mit seinem Kameramann Tom Phillips und dem Tontechniker Micky Doyle in Angola unterwegs, um den UNITA-Führer Jonas Savimbi zu interviewen. Hierbei wurden sie von kubanischen Söldnern verfolgt, die für die kommunistische MPLA-Regierung arbeiteten, und gefangen genommen. Sie verbrachten viereinhalb Monate im Busch, gingen insgesamt 1.500 Meilen und versuchten zu fliehen. In einer dramatischen Flucht wurden sie am Ende aus der Luft evakuiert.
1981 kehrte er nach England zurück und fuhr mit seiner Frau Diana und den beiden kleinen Söhnen Tom und William sechs Monate und zwölftausend Kilometer landwärts durch Afrika und Europa. Seine Erlebnisse verarbeitete er in seinem Buch Across the Limpopo.
Nicholson war zehn Jahre lang auch immer mal wieder als Fernsehnachrichtensprecher tätig und wurde als Moderator der Nachrichtensendung News At 545 bekannt. Ab September 1976 berichtete er zunächst nur freitags bei News AT 545, da ab diesem Zeitpunkt ein Bereich für Nachrichten aus aller Welt eingerichtet worden war. Von 1980 bis 1982 wechselte er sich dann mit Leonard Parkin als Nachrichtensprecher der News At 545 ab.
1982 war Nicholson gerade im Urlaub im Lake District, als der Falklandkrieg begann. Mit einem extra gecharterten Flugzeug wurde er nach Southampton geflogen und bestieg dort den britischen Flugzeugträger Hermes für die sechswöchige Reise zum Südatlantik. Zu seinem Einsatz meint er einmal: "Außer Nordirland war es der erste Krieg, in dem ich unter meinen eigenen Leuten war. Es machte ihn zu einem ganz besonderen Krieg und die Falklandinseln zu einem ganz besonderen Ort." Nicholson und BBC-Journalist Brian Hanrahan wurden regelmäßig zu den Hilfsschiffen der Royal Fleet geflogen, um ihre telefonischen Berichte  senden zu können. Eine Ausstrahlung von Schiffen der Royal Navy war damals verboten gewesen. Bekannt wurde er hierbei durch seinen denkwürdigen Bericht über den Untergang des argentinischen Kreuzers Generals Belgrano. Nach dem Konflikt wurde Nicholson mit der Südatlantikmedaille ausgezeichnet.
Im Januar 1983 kehrte er zu den News At 545 als einziger regulärer Moderator zurück und trat in den nächsten drei Jahren gelegentlich in den Wochenendnachrichten von ITN auf. 1986 trat er von der Studio-Nachrichtensendung zurück, um wieder als Korrespondent aktiv zu werden. So wurde er 1989 Korrespondent für Washington bei Channel 4 für die Breakfast News. Von 1989 bis 1999 war er Chefauslandskorrespondent von ITN.
Nicholson agierte wieder als Kriegsreporter und berichtete ab 1991 vom Zerstörer der Royal Navy HMS Gloucester über den Golfkrieg in Irak. 1992 berichtete er über die Jugoslawienkriege, wo er hauptsächlich in Sarajevo stationiert war.
Von 1999 bis 2009 war er Moderator und Reporter bei ITVs Nachrichtenprogramm "Tonight" und bei BBC Radio 2 und 4 beschäftigt. Des Weiteren war er auch bei verschiedenen britischen nationalen Zeitungen beschäftigt.

## Auszeichnungen, Medaillen und Preise
- Silberne Nymphe (1976) für seine Berichterstattung vom Vietnamkrieg.
- South Atlantic Medal (1982).
- Journalist des Jahres (1991) (später gewann er die Auszeichnung weitere drei Mal).
- 'Richard Dimbleby Award' for Services to Television (1992).
- Order of the British Empire (1992).
- 'Specialist Reporter of the Year' (1998), Royal Television Society.

Nicholson war 1969 EMMY-Finalist für "Christmas in Biafra" und 2009 für "Shooting the Messenger", Finalist der Sony Broadcasting Awards (2007) und dreimal Goldmedaillengewinner beim New Yorker Broadcasting Guilds Award.

## Veröffentlichungen (Auswahl)

### Belletristik
- The Partridge Kite
- Red Joker
- December Ultimatum
- Pilgrim's Rest

### Sachliteratur
- A Measure of Danger
- Across the Limpopo
- Natasha's Story
- A State of War Exists – Reporters in the Line of Fire

## Natasha
Als Nicholson 1992 aus Sarajevo berichtete, fand er 200 Waisenkinder vor, die in einem von Mörser- und Granaten zerstörtem Gebäude lebten – vier waren bereits getötet worden. Nicholson bat die Behörden, dass die Waisenkinder evakuiert werden. Darunter befand sich auch Natasha Mihaljcic, eine Neunjährige, die von ihrer Mutter verlassen worden war. Er schmuggelte sie aus dem Land, indem er behauptete, sie sei seine Tochter. Am Flughafen London Heathrow übergab er sie dann den Einwanderungsbehörden.
Trotz Protesten der bosnischen Behörden und Journalisten gelang es Nicholson, sie zu adoptieren. Natasha ging an eine staatliche Grund- und weiterführende Schulen in der Nähe ihres Hauses in Surrey und schloss später ein Studium der Sportwissenschaft an der University of Bath ab.
Nicholson veröffentlichte seine Erlebnisse in seinem Buch Natasha’s Story, auf dem der Film Welcome to Sarajevo von 1997 basiert.

## Privates
Nicholson lebte mit seiner Frau Diana, den beiden Söhnen Thomas und William und der adoptierten Tochter Natasha in Grayswood, Haslemere, Surrey. Er hatte eine weitere Tochter namens Ana, die er aus Brasilien adoptierte.

## Tod
Nicholson starb einen Monat vor seinem 80. Geburtstag auf einem Kreuzfahrtschiff im Persischen Golf.